# Transnet Freight Rail
Transnet Freight Rail é uma subsidiária sul-africana especializada no transporte ferroviário. É uma das componentes da companhia de capitais mistos (público majoritário e privado minoritário) sul-africana Transnet que, além de transporte ferroviário, é uma construtora e gerencia portos e gasodutos.
De 1960 a 1990 era conhecida como "Spoornet", sendo parte da estatal "Ferrovias e Portos Sul Africanos" (atualmente somente Transnet), que durante décadas empregou dezenas de milhares de trabalhadores.

## Histórico
A rede ferroviária-sul africana iniciou-se nos arredores da Cidade do Cabo por volta da década de 1840, criada para atender áreas de produção agrícola entre o litoral e Wellington. Paralelamente foi inaugurada uma linha em Durban em 27 de junho de 1860. Posteriormente, a notícia de que havia depósitos de ouro na República do Transvaal levou o governo da Colônia do Cabo (apoiado pelos britânicos) a ligar Kimberley o mais rápido possível por via férrea à Cidade do Cabo, como parte das pretensões coloniais.
Durante a Segunda Guerra dos Bôeres, quando as forças britânicas entraram no território do Estado Livre de Orange e da República Sul-Africana, as empresas Ferrovias do Governo do Estado Livre de Orange, Companhia Ferroviária Nederlândia–África do Sul e Ferrovia Pretória–Pietersburg foram assumidas pela empresa Ferrovias Militares Imperiais, sob o comando do tenente-coronel Sir Percy Girouard.
Após o fim da guerra, empresa Ferrovias Militares Imperiais tornou-se a "Ferrovias Centrais Sul-Africanas" (CSAR) em julho de 1902, com Thomas Rees Price como gerente geral.
A empresa Ferrovias Centrais Sul-Africanas foi, de 1902 a 1910, a operadora pública na Colônia Transvaal e na Colônia do Rio Orange, hoje partes da África do Sul. Com a criação da União da África do Sul em 1910, o CSAR foi fundida com as empresas Ferrovias do Governo do Cabo e Ferrovias do Governo de Natal para formar a autoridade estatal Ferrovias Sul Africanas. As Ferrovias Sul Africanas estavam sob supervisão da estatal Ferrovias e Portos Sul Africanos ("South African Railways and Harbours-SAR & H").
A abertura econômica nacional, entre 1989 e 1990, a transformou de departamento estatal em subsidiária do sistema Transnet, passando a chamar-se Transnet Freight Rail.

## Operações
Transnet Freight Rail é uma ferrovia de atuação tanto no setor de passageiros como de carga e logística.  É a maior transportadora de carga da Africa. A companhia abrange algumas linhas e composições especiais:
- General Freight Bus - Maior divisão da empresa: transporta mais de 50% do volume;
- COAL Export Line - também conhecida como Linha Black Gold (Ouro Negro), a segunda maior ferrovia de carvão do mundo;
- Ore Export Line - Dedicada a exportação de Minério de Ferro;
- Luxrail - A operação do Blue Train, um hotel cinco estrelas sobre trilhos.

## Conexões com Países vizinhos
Namíbia: conexão com a rede da empresa TransNamib, a partir da cidade de Nakop;
 Botsuana: conexão com a rede da empresa Botswana Railways, a partir da cidade de Ramatlabama;
 Zimbábue: conexão com a rede da empresa Beitbridge Bulawayo Railway, a partir da cidade de Beitbridge;
 Moçambique: conexão com a rede da empresa Portos e Caminhos de Ferro de Moçambique, a partir da cidade de Ressano Garcia;
 Essuatíni: conexão com a rede da empresa Eswatini Railways, a partir das cidades de Golela e Mananga;
 Lesoto: pequeno trecho em Maseru administrado pela própria Transnet.